# Falsoserixia unicolor
Falsoserixia unicolor là một loài bọ cánh cứng trong họ Cerambycidae.